# Estoloides chamelae
Estoloides chamelae är en skalbaggsart som beskrevs av Chemsak och Noguera 1993. Estoloides chamelae ingår i släktet Estoloides och familjen långhorningar. Inga underarter finns listade i Catalogue of Life.